# Trigonidium holomua
Trigonidium holomua är en insektsart som beskrevs av Otte, D. 1994. Trigonidium holomua ingår i släktet Trigonidium och familjen syrsor. Inga underarter finns listade i Catalogue of Life.